# Comuna de Kępno
Kępno (polaco: Gmina Kępno) é uma gminy (comuna) na Polónia, na voivodia de Grande Polónia e no condado de Kępiński. A sede do condado é a cidade de Kępno.
De acordo com os censos de 2004, a comuna tem 24 330 habitantes, com uma densidade 196,2 hab/km².

## Área
Estende-se por uma área de 124,03 km², incluindo:
- área agricola: 75%
- área florestal: 14%

## Demografia
Dados de 30 de Junho 2004:
|                      | Total   | Total | Mulheres | Mulheres | Homens  | Homens |
| -------------------- | ------- | ----- | -------- | -------- | ------- | ------ |
|                      | pessoas | %     | pessoas  | %        | pessoas | %      |
| População            | 24 330  | 100   | 12 607   | 51,8     | 11 723  | 48,2   |
| Densidade (pop./km²) | 196,2   | 100   | 101,6    | 101,6    | 94,5    | 94,5   |

De acordo com dados de 2002, o rendimento médio per capita ascendia a 1263,39 zł.

## Subdivisões
- Borek Mielęcki, Domanin, Hanulin, Kierzenko, Kierzno, Kliny, Krążkowy, Mechnice, Mikorzyn, Myjomice, Olszowa, Osiny, Ostrówiec, Przybyszów, Pustkowie Kierzeńskie, Rzetnia, Szklarka Mielęcka, Świba.

## Comunas vizinhas
- Baranów, Bralin, Doruchów, Kobyla Góra, Ostrzeszów, Wieruszów